# Herman van der Lynden
Herman van der Lynden var en tysk brodör och pärlstickare, verksam under 1400-talet.
Lynden var verksam som pärlstickare och brodör under 1400-talet i Lübeck och förutom arbeten för tyska kyrkor utförde han en stor mängd arbeten till svenska kyrkor som geografiskt låg i den centrala delen av kung Hans nordiska unionsrike. I en altarbrunn från Hilleshögs kyrka i Uppland hittades 1921 en mängd mer eller mindre fragmentariska pappersbitar inlagda som styvnad. Fragmenten visade sig vara rester från ett brev till Lynden och utgjorde en beställning på ett antependium. Beställaren var troligen domkyrkosysslomannen Peter Johannis från Linköpings domkyrka. Brunet i Hillersjö framställer i arkader med Jesusbarnet stående mellan Maria och dennes moder Anna som omges av de tolv apostlarna samt Laurentius och Johannes döparen.
Bland Lyndens övriga bevarade arbeten märks en bräm till en korkåpa från Lunds domkyrka och en bräm som tillhört Linköpings domkyrka. Man har dessutom tillskrivit honom fragmentariska broderier från Småland och Vadstena.